# Flanagan (personatge de ficció)
Flanagan és el sobrenom de Joan Anguera, personatge literari creat per Andreu Martín i Jaume Ribera. És el protagonista de tretze novel·les escrites conjuntament pels dos escriptors, que han venut més de dos milions d'exemplars i han estat traduïdes al castellà, francès, gallec, alemany, italià i basc.
Flanagan és un estudiant de batxillerat que accepta encàrrecs de detectiu per tal de guanyar diners extra, i les trames combinen la investigació i l'acció amb elements còmics fruit de la seva joventut i manca de recursos. En cada llibre en Flanagan comparteix aventures amb diferents companys, però mai falten la Pili (la seva germana), en "Xarxenaguer" (col·lega de l'institut), els pares, la Maria Gual (sòcia) i alguna nòvia.

## Llibres
L'argument de cada llibre és independent de l'anterior, tot i que abunden les referències a fets de llibres anteriors i algunes trames (principalment les relacions sentimentals de Flanagan) tenen continuïtat.
1. No demanis llobarro fora de temporada (1987)[2]
2. Tots els detectius es diuen Flanagan (1990)
3. No te'n rentis les mans Flanagan (1993)
4. Flanagan de luxe (1994)
5. Alfagann és Flanagan (1996)
6. Flanagan Blues Band (1997)
7. Flanagan 007 (1998)
8. Només Flanagan (2000)
9. Els vampirs no creuen en Flanagans (2002)
10. El diari vermell de Flanagan (2004)
11. Jo tampoc em dic Flanagan (2005)
12. Flanagan Flashback (2009)
13. Els bessons congelats (2015)